# Mykola Čarnec'kyj
Mykola Čarnec'kyj (Semakivci, 14 dicembre 1884 – Leopoli, 2 aprile 1959) è stato un vescovo cattolico ucraino. Religioso redentorista ucraino, vescovo titolare di Lebedo ed esarca apostolico dei fedeli greco-cattolici ucraini di Volinia e Podlachia. Fu a lungo prigioniero in un gulag sovietico.

## Origini
Mykola Čarnec'kyj nacque nel villaggio di Semakivci, nell'Ucraina occidentale, il 14 dicembre 1884. Era il primogenito dei nove figli di Alexander e Parasceva Charnetsky, devoti fedeli della Chiesa greco-cattolica ucraina.

## Seminario e sacerdozio
Fin da giovane, Mykola aveva espresso il desiderio di diventare sacerdote e quando aveva 18 anni, il vescovo greco-cattolico Hryhoryj Chomyšyn (che come lui sarebbe stato martirizzato) lo mandò a studiare al Pontificio collegio ucraino di Roma.
Il 2 ottobre 1909 fu ordinato presbitero per l'eparchia di Stanislaviv da monsignor Hryhoryj Chomyšyn. Tornò a Roma per terminare gli studi e l'anno successivo conseguì il dottorato in teologia.
Tornato in patria divenne professore di filosofia e teologia dogmatica al seminario greco-cattolico ucraino di Stanislaviv dove rimase per i successivi nove anni, servendo anche come direttore spirituale per qualsiasi studente che lo desiderava.

## Ministero come redentorista
Dopo diverso tempo, padre Čarnec'kyj iniziò a desiderare di vivere una vita più austera di quella di un professore di seminario. Nel 1913 la provincia belga della Congregazione del Santissimo Redentore aveva istituito una missione in Ucraina e questa includeva un noviziato vicino a Leopoli per coloro che erano interessati a unirsi alla congregazione. Come avrebbe fatto anche padre Ivan Ziatyk alcuni anni dopo, nel 1909 padre Čarnec'kyj entrò nel noviziato.
Essendo già un sacerdote ordinato, dopo la sua prima professione pronunciata il 16 settembre 1920, padre Čarnec'kyj iniziò immediatamente a lavorare in una parrocchia vicina prima di essere mandato a insegnare nel seminario minore gestito dai redentoristi.
Tuttavia, nel 1926 la congregazione aprì una missione nella regione di Volinia, oggi nel nord dell'Ucraina ma allora parte della Polonia, il cui scopo principale era quello di promuovere una migliore relazione tra ucraini cattolici e ortodossi. Dato che padre Čarnec'kyj era stato ordinato nel rito bizantino, conosceva bene la liturgia e la spiritualità cristiana vissuta dagli ortodossi e questo gli fece guadagnare molto rispetto tra il popolo e il clero.
La sua devozione al popolo insieme ai suoi instancabili sforzi per favorire le relazioni ortodosse-cattoliche indussero papa Pio XI a nominarlo vescovo titolare di Lebedo e visitatore apostolico dei greco-cattolici ucraini residenti nella regione di Volinia e Podlachia il 16 gennaio 1931. Ricevette l'ordinazione episcopale il 2 febbraio successivo dall'eparca di Stanislaviv Hryhoryj Chomyšyn, co-consacranti l'eparca di Lungro Giovanni Mele e il vescovo titolare di Olimpo Petras Pranciskus Būčys. Dal 1931 al 1939, prestò servizio presso la popolazione di quelle terre.
Il vescovo Čarnec'kyj fu invitato dai redentoristi irlandesi al congresso eucaristico del 1932 di Dublino. Si fermò per due settimane nella foresteria del monastero di Saint Alphonsus Road e ogni mattina celebrava la divina liturgia nella chiesa del monastero. Il secondo giorno del congresso celebrò una divina liturgia pontificale per tutti i partecipanti nella chiesa dei Gesuiti in Gardiner Street. Per tale scopo venne appositamente realizzata e installata un'iconostasi con icone dipinte a mano. Non si sa che fine abbia fatto questo manufatto. Un coro diretto dal gesuita Paul Mailleux, in seguito rettore del Pontificio collegio russo a Roma, cantò in slavo ecclesiastico. Tra i partecipanti al congresso vi fu anche il futuro arcivescovo Fulton John Sheen.
Dopo il congresso eucaristico, il vescovo Čarnec'kyj rimase in Irlanda per diverse settimane, visitando varie chiese e scuole redentoriste. Quindi tornò in Polonia. Sfortunatamente, non ebbe l'opportunità di tornare in Irlanda. La seconda guerra mondiale e la persecuzione sovietica della sua Chiesa limitarono fortemente le sue attività.

## Invasione e prigionia sovietiche
Nel 1939 le forze armate sovietiche invasero l'Ucraina occidentale, facendo fuggire i redentoristi a Leopoli. Due anni dopo, il vescovo Čarnec'kyj ottenne una cattedra all'Accademia teologica di Leopoli  (oggi Università cattolica ucraina) che era stata riattivata nel 1941.
Nel 1944 i sovietici invasero il paese per la seconda volta e l'anno successivo tutti i vescovi greco-cattolici ucraini furono arrestati nell'ambito del piano sovietico di soppressione della Chiesa e trasferimento delle sue proprietà alla Chiesa ortodossa russa approvata dallo Stato. Durante la sua permanenza in carcere il vescovo Čarnec'kyj subì frequenti interrogatori violenti. Fu accusato di collaborare con una potenza straniera, il Vaticano. Di conseguenza fu condannato ai lavori forzati.
Inizialmente, uno dei suoi compagni di prigionia era il metropolita Josyp Slipyj. Entrambi furono incarcerati a Mariinsk, nella Siberia meridionale. Tra il suo arresto nel 1945 e la sua liberazione undici anni dopo, fu spostato in una trentina di carceri. Durante tutto questo tempo, mantenne una presenza dignitosa, gentile e calma nonostante e resistette a oltre 600 ore di interrogatorio e diverse torture.

## Rilascio e morte
Nel 1956, la salute del vescovo era in uno stato così lugubre che era già stato preparato un sudario. Le autorità della prigione decisero quindi di rilasciarlo perché potesse morire altrove. Tuttavia, sorprendentemente, ebbe una parziale ripresa e fu in grado di guidare una comunità cattolica ucraina, che allora operava clandestinamente. Sebbene vivesse sotto costante sorveglianza, uno delle sue opere più importanti era la preparazione e l'ordinazione segreta di giovani chiamati al sacerdozio.
Morì a Leopoli il 2 aprile 1959 all'età di 74 anni. Fu sepolto a Leopoli due giorni dopo. Molti che lo consideravano già allora un santo e la gente iniziò a visitare la sua tomba e a chiedere immediatamente la sua intercessione celeste. Oggi i fedeli continuano a sostenere che siano avvenuti miracoli attraverso la sua intercessione.
Nel 2002 le sue spoglie furono trasferite solennemente nella chiesa di San Giosafat in via Zamarstynovs'ka, 134 a Leopoli.

## Beatificazione
Il 23 aprile 2001 la plenaria dei membri della Congregazione delle cause dei santi approvò il decreto riguardante il suo martirio.
Venne beatificato il 27 giugno 2001 durante una cerimonia tenutasi all'ippodromo di Leopoli e presieduta da papa Giovanni Paolo II. La data è significativa in quanto è la festa della Madre del Perpetuo Soccorso, la patrona dei redentoristi.
Il suo elogio si legge nel Martirologio romano al 2 aprile.

## Genealogia episcopale e successione apostolica
La genealogia episcopale è:
- Patriarca Geremia II Tranos
- Arcivescovo Michal Rahoza
- Arcivescovo Hipacy Pociej
- Arcivescovo Iosif Rucki
- Arcivescovo Antin Selava
- Arcivescovo Havryil Kolenda
- Arcivescovo Kyprian Žochovs'kyj
- Arcivescovo Lev Zaleski
- Arcivescovo Jurij Vynnyc'kyj
- Arcivescovo Luka Lev Kiszka
- Vescovo György Bizánczy
- Vescovo Inocențiu Micu-Klein, O.S.B.M.
- Vescovo Mihály Emánuel Olsavszky, O.S.B.M.
- Vescovo Vasilije Božičković, O.S.B.M.
- Vescovo Grigore Maior, O.S.B.M.
- Vescovo Ioan Bob
- Vescovo Samuel Vulcan
- Vescovo Ioan Lemeni
- Arcivescovo Spyrydon Lytvynovyč
- Arcivescovo Josyf Sembratowicz
- Cardinale Sylwester Sembratowicz
- Arcivescovo Julian Kuiłovskyi
- Arcivescovo Andrej Szeptycki, O.S.B.M.
- Vescovo Hryhoryj Chomyšyn
- Vescovo Mykola Čarnec'kyj, C.SS.R.

La successione apostolica è:
- Arcivescovo Alexandre Evreinoff (1936)